# Arcabuco
Arcabuco es un municipio colombiano ubicado en la provincia de Ricaurte en el departamento de Boyacá. Está situado a unos 34 km de la ciudad de Tunja, capital del departamento. 

## Toponimia

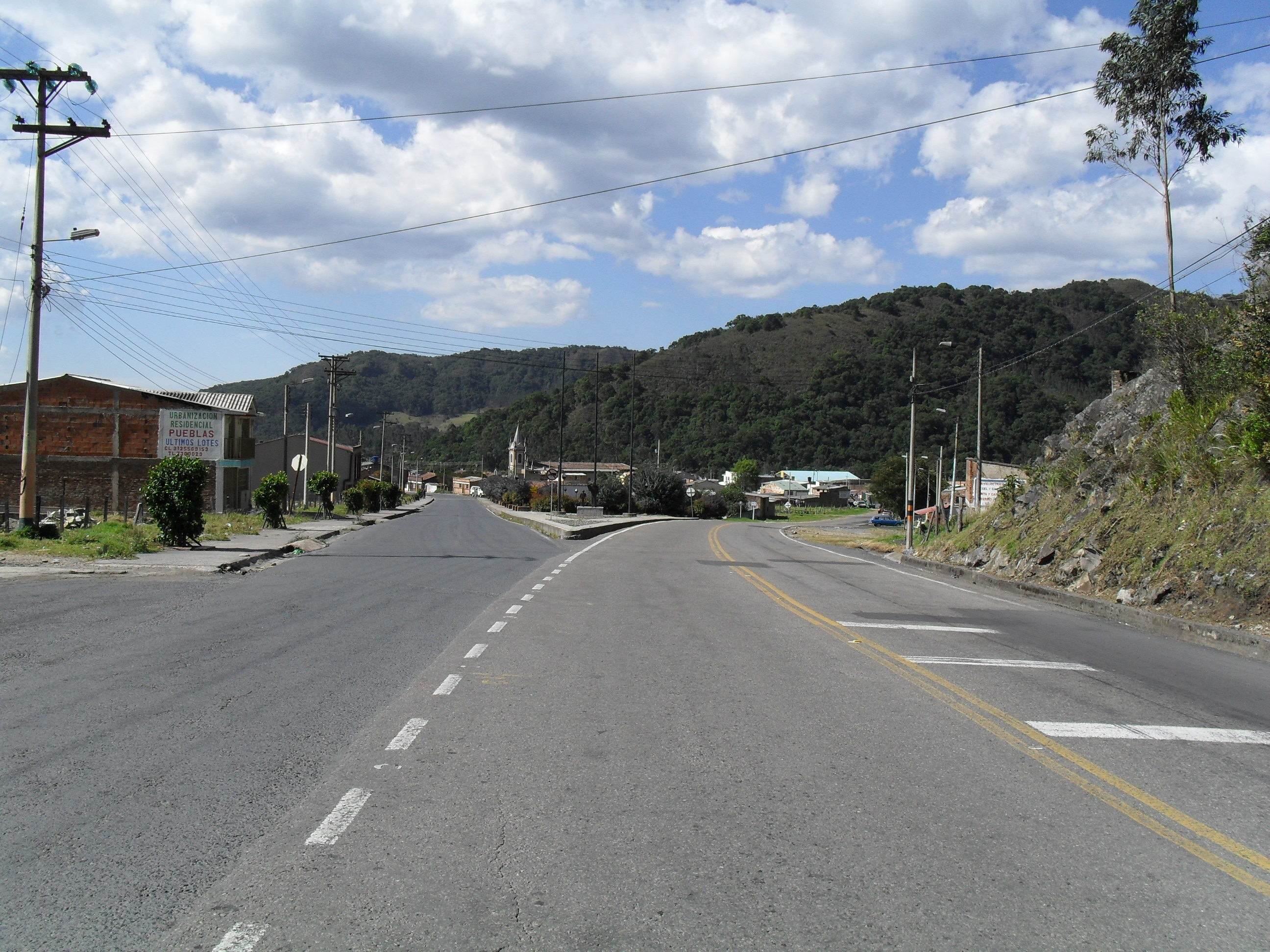
Entrada de Arcabuco vía Tunja.

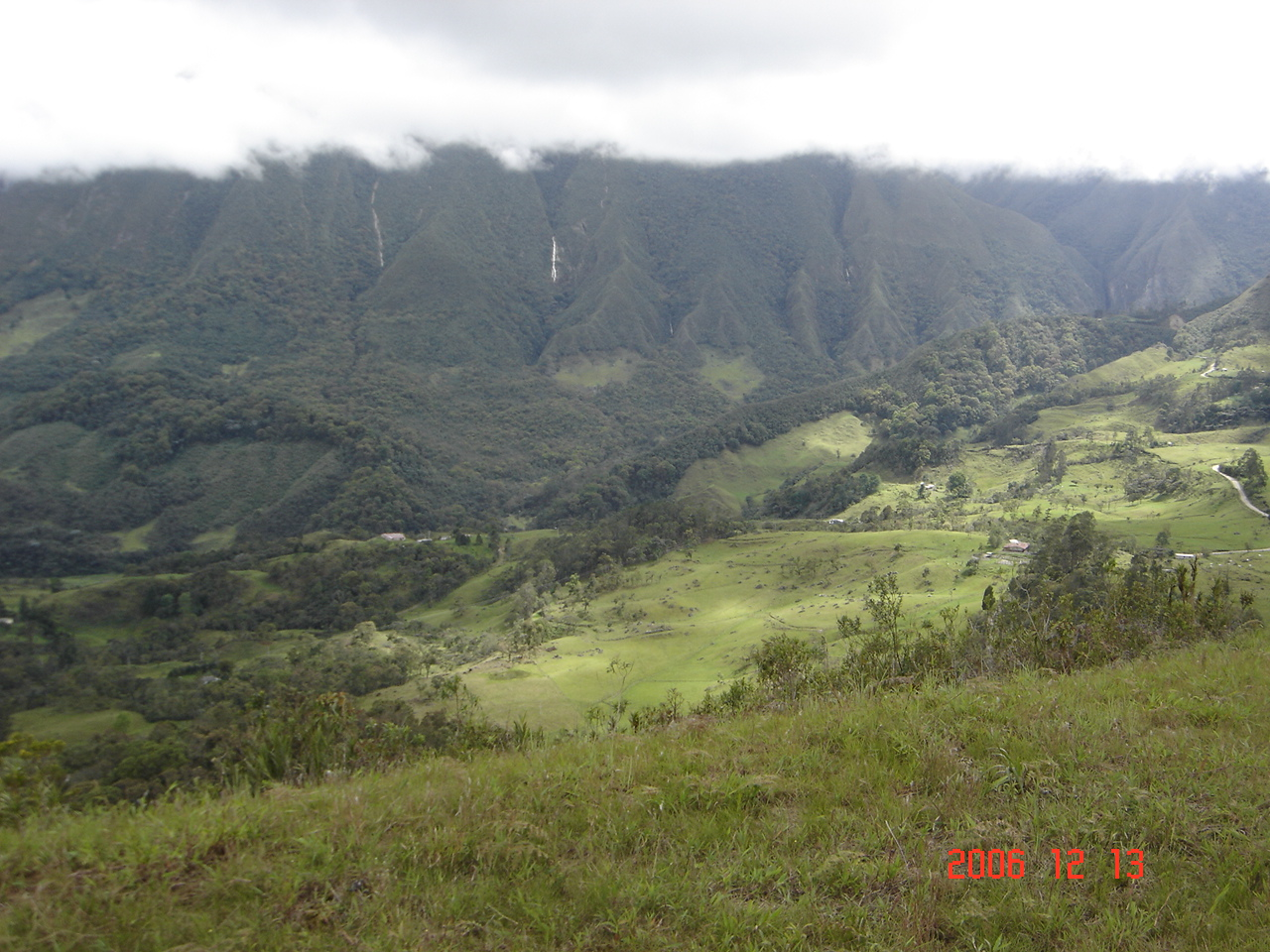
Paraje rural del municipio de Arcabuco.

De acuerdo con los historiadores, el nombre de Arcabuco quiere decir "lugar de matorrales intrincados".

## Historia
El municipio de Arcabuco fue fundado el 22 de octubre del año 1856 cuando la Asamblea Provincial de Tunja erigió en aldea el sitio Arcabuco, a su vez la aldea fue elevada al rango de distrito por Decreto del 8 de septiembre de 1868.
Durante la primera mitad del siglo XX las tierras le pertenecían a cuatro o cinco terratenientes, quienes a su vez arrendaban parcelas a otras personas. El arriendo se pagaba en dinero, con trabajo o de las dos formas. El sector agrícola siempre ha sido la base de la economía del municipio. Los cultivos que predominaban en esa época eran, en orden de importancia, maíz, fríjol, cebada, arveja, haba, trigo y papa. También la cría de ganado vacuno (raza criolla) de doble propósito y la explotación maderera, especialmente de roble, el cual se utilizaba con múltiples propósitos y para ser enviado a las ciudades de Tunja y Bogotá. Los productos se transportaban a lomo de mula por caminos de herradura.
En la década de los 40s, con la llegada de los agroquímicos, la papa se convirtió en la base de la economía del municipio.
Arcabuco no fue ajeno a La Violencia bipartidista del 48. Si bien es cierto que en su territorio el fenómeno no se manifestó tan agudamente como en otras regiones del país, debido a la tradición  conservadora del municipio sí se presentó la persecución de liberales, quienes se vieron en la necesidad de abandonar sus tierras; la circunstancia fue aprovechada por algunos para tomar posesión de estos predios. La energía eléctrica llegó aproximadamente en 1950. El servicio de correo de la primera mitad del siglo era muy deficiente; una carta podía tardar más de un mes en llegar a su destinatario. Lo usual era que las mujeres se casaran a los 19 años y los hombres a los 22. La unión libre no era aceptada. Por lo general cada matrimonio tenían de 8 a 15 hijos. Las viviendas estaban construidas en adobe o bahareque, el techo de paja y el piso de tierra.  En cuanto a la educación, la misma comunidad se encargaba de contratar a un profesor para que enseñara a los niños a leer y escribir y de adecuar un sitio como escuela. Las escuelas comenzaron a construirse en las décadas del 70 y 80. La carretera de Tunja a Moniquirá se comenzó a construir en 1911

## Geografía
El municipio de Arcabuco limita al norte con los municipios de Moniquirá y Gámbita (Santander), al Sur, con los Municipios de Villa de Leyva y Chíquiza, al Oriente, con el municipio de Cómbita y al Occidente, con los municipios de Gachantivá y Villa de Leyva.
La cordillera de los Andes cubre el municipio con varias formaciones, con la denominación de «peña de Candela», «picacho de Gaitas», «morro Negro», «peña Blanca», «alto de los Santos», «loma de Paja», «alto de los Helechales», «morro Jarique», «alto de Jáguate» y los cerros de Monserrate y Guadalupe.
Los ríos que surcan el municipio son tres: 
- El río la Cebada que inicia en la vereda de Quemados. La cuenca del río la Cebada se localiza al occidente del municipio, en las veredas peñas Blancas, Cabeceras, Quemados, Alcaparros y monte Suárez. Se destacan como tributarias por la parte occidental las quebradas Cómbitas, Cazaderas y Boquemonte, y por la parte oriental, la quebrada Quemados. Esta cuenca se comparte con el municipio de Gachantivá.
- El río Arcabuco o Pómeca, el cual nace en el pantano de Sote y recibe el nombre de Arcabuco en la parte alta; después de atravesar el municipio recibe el nombre de río Pómeca.
- El Río Chuqueque, nace en la laguna del mismo nombre.

En el municipio existen siete quebradas denominadas así: Los Micos, Saltaderos, Ortiz, Sachegal, Rufina, Colorada y Santa Teresita.
Cuenta con cinco lagunas: Negra, El Chuscal, Carrizal, Iguaque, La Colorada
Datos del Municipio
- Población:
- Densidad de población:
- Extensión total: 155 km²
- Altitud de la cabecera municipal (metros sobre el nivel del mar): 2.739 m s. n. m.
- Temperatura media: 13 °C
- Latitud: 5°42′ y 20" Norte
- Longitud: 73°26′ O

Veredas
- Alcaparros
- Cabeceras
- Centro
- Monte Suárez
- Peñas Blancas
- Quemados
- Quirvaquirá
- Rupavita

## Himno de Arcabuco.
Letra:  María Angélica Adarme M. 
Música: José Jacinto Monroy F.

Coro
Cantarle a Arcabuco, es darle a la vida,
Un canto al paisaje de fresco verdor
A la paz que reina, al calor humano
De gentes que luchan con fe y con amor.
Cantemos, cantemos a la tierra amada,
al monte intrincado, que abraza mi ser;
al oro en un verde de aguas cristalinas
a la tierra bella que me vio nacer.
Tiene su bandera el verde esperanza
Y el blanco más puro de la creación;
Se eleva a los cielos como sus montañas,
Palpita en las almas y en el corazón.
Arcabuco, es vida que brota del suelo
En montes y valles se escucha cantar,
El Pómeca danza entre torbellinos,
De helechos y robles, que encuentra al pasar.
Cerros Guadalupe y el de Monserrate,
Cuidan con desvelo nuestra población,
Que en otrora fundara Rodríguez y Umaña,
En el valle inmenso de la inspiración.
Espíritu noble de nuestros ancestros,
Que nos ha legado su vivo folclor
Que unido a los sabios del aula fecunda,
Imprime a sus hijos carácter y honor.
Virgen del Amparo patrona del pueblo
Madre que sus hijos no olvida jamás;
Cubre con su manto mi patria chica
Para que en su suelo, perdure la paz.

## Economía
Las principales actividades del municipio son la agrícola y la ganadería; gracias a la importante producción láctea, sus habitantes también han desarrollado la industria y el comercio de productos como la almojábana.

## Turismo

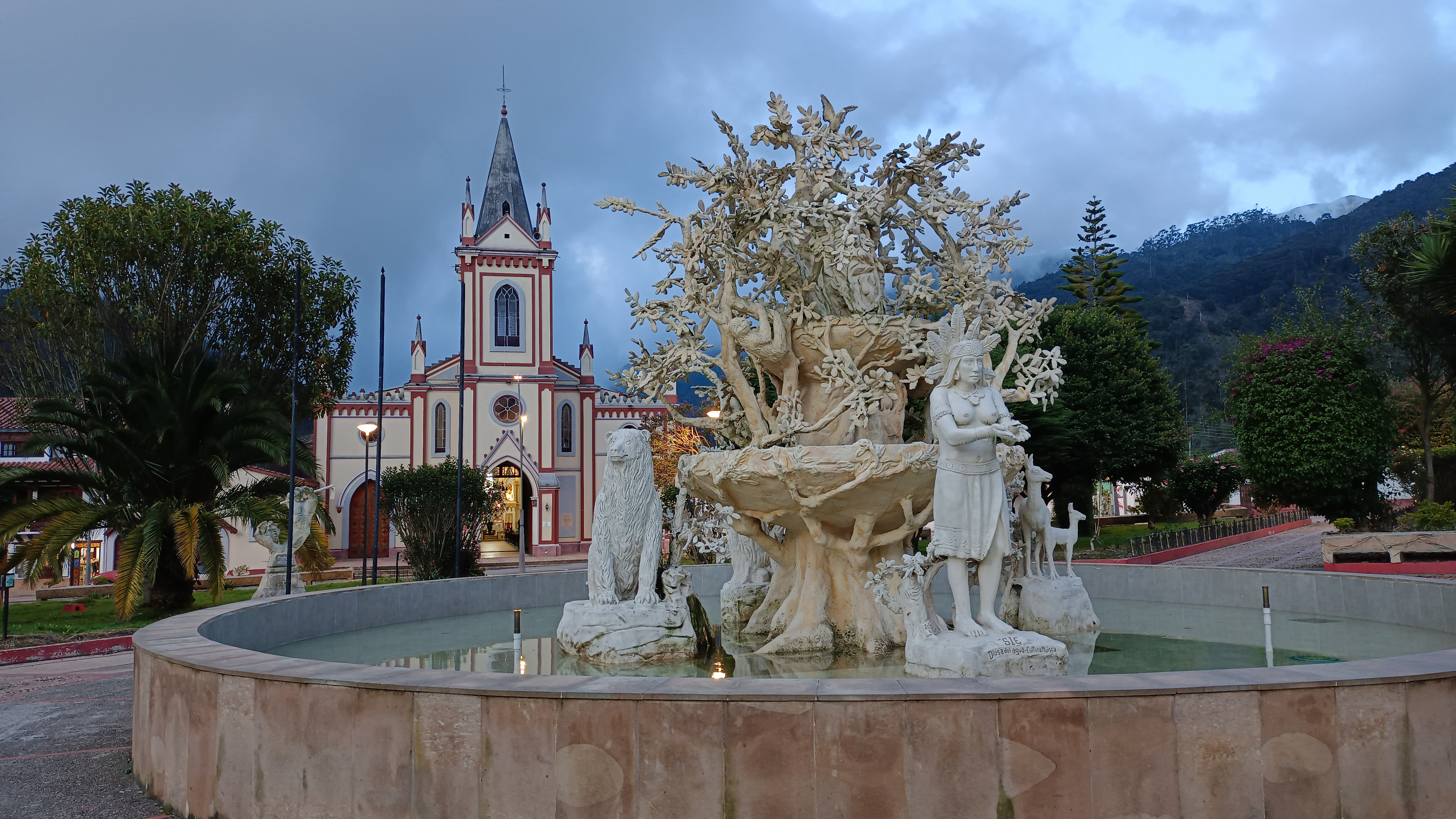
Monumento al Roble en el Parque Principal de Arcabuco.

El tipo de turismo predominante es el ecoturismo, entre los sitios visitado se encuentran:
- El cañón del Río Arcabuco o Pómeca
- El cerro de Monserrate
- La Laguna Negra
- La Laguna Empedrada
- La Cueva del Contento
- El Alto de la Virgen
- El humedal la Balsa de Oro
- La Reserva Natural de Rogitama

En líneas generales existen 15 cascadas, 3 cavernas, 3 lagunas, áreas de reserva, zona para observación de aves y venados, balnearios, miradores, lo mismo que gran biodiversidad en los diferentes ecosistemas existentes. Además de los atractivos turísticos y culturales en su casco urbano: La iglesia, parques, cafeterías, artesanos, monumentos artísticos y religiosos, fábricas de amasijos típicos y zonas de recreación.

## Emisión Filatélica
El municipio de Arcabuco fue reconocido en el año 2021 con la emisión filatélica 'Arcabuco - Boyacá Destino natural', bajo la resolución 1091 de 11 de mayo de 2021 emitida por el Ministerio de las Tecnologías de la Información y las Comunicaciones MinTIC. Fueron cuatro (4) motivos filatélicos de la estampilla con los que se reconoce la belleza y la cultura de este municipio boyacense. El primer día de circulación fue el viernes 19 de noviembre de 2021.

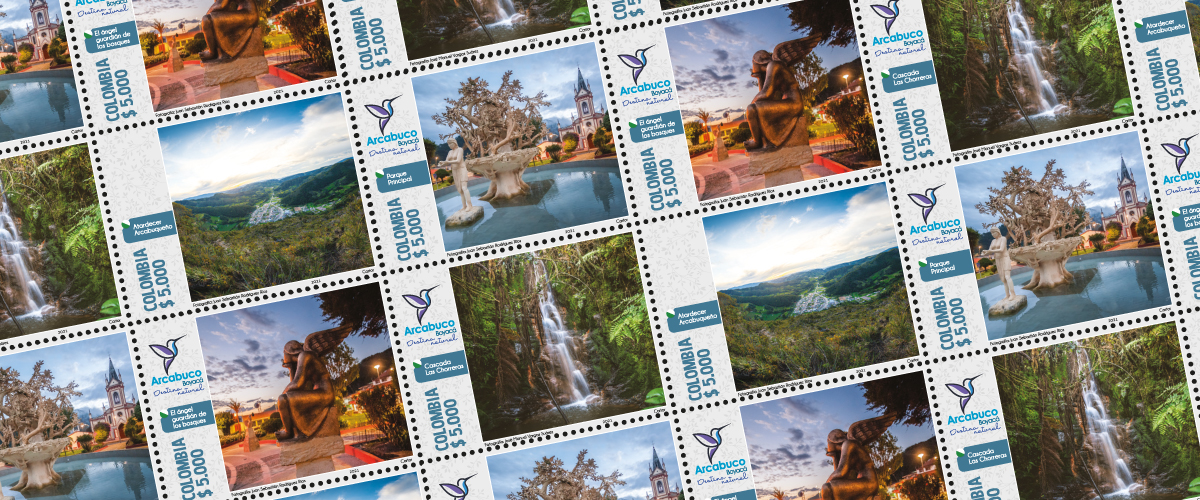
Así son las estampillas de Arcabuco 'destino natural'.

Las imágenes presentes en las estampillas de esta emisión filatélica, con la que se busca homenajear el paisaje de Arcabuco, están descritas de la siguiente manera:
1. Parque Principal de Arcabuco, coronado por una Alegoría al Roble, árbol emblemático de Boyacá, muestra también su templo parroquial, consagrado a la Virgen de Nuestra Señora del Amparo.
2. El Ángel Protector de Los Bosques, obra del escultor moniquireño Julio Abril Mayorga, inaugurado en 1967. La escultura en piedra tallada representa a un Ángel de rasgos indígenas, en alerta y armado, que protege los Bosques de Roble, con un hacha confiscada a los "Traga Palos", que no respetaban las especies nativas.
3. Cascada La Chorrera o Las Chorreras, ubicada en la Vereda Quemados, se convierte el símbolo del ecosistema: el agua es elemento vital, no solo del lugar, sino del mundo entero.
4. Panorámica de Arcabuco, Enclavado entre cadenas de montañas, se encuentra Arcabuco, en un pequeño valle, rodeado de tupidos bosques de robles, helechos y musgos, que conforman el manto protector de las fuentes de agua, que dan vida y fortalece el ecosistema local.